# Vaccinium pubicalyx
Vaccinium pubicalyx är en ljungväxtart som beskrevs av Adrien René Franchet. Vaccinium pubicalyx ingår i Blåbärssläktet, och familjen ljungväxter.

## Underarter
Arten delas in i följande underarter:
- V. p. anomalum
- V. p. leucocalyx